# Сент-Эвр
Сент-Эвр (фр. Saint-Epvre) — коммуна во французском департаменте Мозель региона Лотарингия. Относится к кантону Дельм. Назван в память о епископе Эвре из Туля.

## География
Сент-Эвр расположен в 25 км к юго-востоку от Меца. Соседние коммуны: Аденкур на севере, Шенуа на юго-востоке, Бодрекур и Морвиль-сюр-Нье на юге, Тимонвиль и Траньи на юго-западе, Флокур на западе, Беши на северо-западе.

## История
- Бывшая деревня епископата Меца.
- В 1681 году Жак д’Эрбен отдал замок королю Франции.

## Демография
По переписи 2008 года в коммуне проживало 160 человек.

## Достопримечательности
- Следы древнеримского тракта.
- Развалины замка Сен-Эвр.
- Церковь святого Эвра, 1831 года.